# Fungia fralinae
Fungia fralinae là một loài san hô trong họ Fungiidae. Loài này được Nemenzo mô tả khoa học năm 1955.